# Myspace
Myspace là một trang mạng xã hội cung cấp mạng lưới thông tin tương tác giữa người dùng với bạn bè của họ, cho phép người dùng tạo những hồ sơ cá nhân, viết blog, lập nhóm, tải hình ảnh lên, lưu trữ nhạc và video cho giới trẻ cũng như người lớn trên khắp thế giới. Trụ sở được đặt tại Beverly Hills, California, Hoa Kỳ, và được chia sẻ cùng với công ty Fox Interactive Media.